# Muhlenbergia; a journal of botany
Muhlenbergia; a journal of botany (abreviado Muhlenbergia) fue una revista ilustrada con descripciones botánicas que fue editada en Estados Unidos. Publicó 9 números en los años 1900/06-1913/15. Fue precedida por Contributions from the Herbarium of Franklin and Marshall College.